# Diócesis de Aberdeen
La diócesis de Aberdeen (en latín: Dioecesis Aberdonensis y en inglés: Roman Catholic Diocese of Aberdeen) es una circunscripción eclesiástica de la Iglesia católica en el Reino Unido. Se trata de una diócesis latina, sufragánea de la arquidiócesis de San Andrés y Edimburgo. Desde el 4 de junio de 2011 su obispo es Hugh Gilbert, de la Congregación Sublacense Casinense.

## Territorio y organización

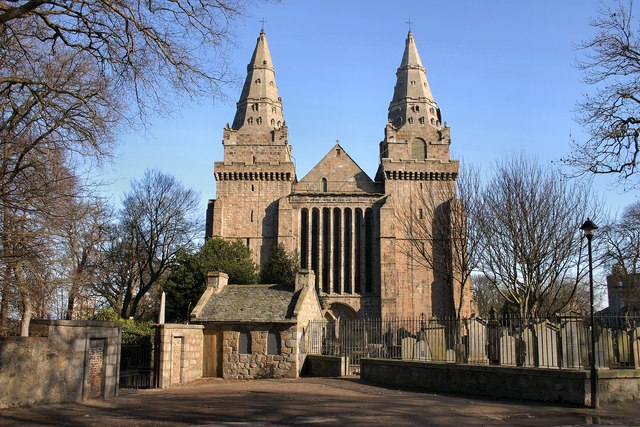
Antigua catedral de San Macario, pertenece hoy a la Iglesia de Escocia

La diócesis tiene 30 000 km² y extiende su jurisdicción sobre los fieles católicos de rito latino residentes en parte de Escocia, comprendiendo los condados de Aberdeenshire, Moray, Tierras Altas de Escocia y las islas Orcadas y Shetland. Es la diócesis más grande de Escocia y cubre aproximadamente un tercio de su territorio. Incluye los territorios de las antiguas diócesis medievales de las islas Orcadas, Caithness, Ross, Moray y Aberdeen.
La sede de la diócesis se encuentra en la ciudad de Aberdeen, en donde se halla la Catedral de Santa María (o de Nuestra Señora de la Asunción) y la excatedral de San Macario que, luego de ser reducida a solo la nave central y las naves laterales después de ser tomada en 1560 por los protestantes, pertenece hoy a la Iglesia de Escocia.
En 2022 en la diócesis existían 33 parroquias.

## Historia

### Diócesis de Mortlach
Según la tradición, la diócesis de Mortlach en Banffshire fue erigida en 1010 tras una victoria del rey escocés Malcolm II. Aunque el monasterio de Mortlach esta confirmado, esta tradición no está documentada históricamente y algunos historiadores creen que es puramente legendaria.

### Diócesis hasta la Reforma
En 1131 la sede episcopal fue trasladada a Aberdeen. Desde su erección la diócesis estuvo inmediatamente sujeta a la Santa Sede. El 17 de agosto de 1472 pasó a formar parte de la provincia eclesiástica de la arquidiócesis de San Andrés. 
El último obispo católico de Aberdeen fue William Gordon, quien falleció el 6 de agosto de 1577; con él la diócesis católica de Aberdeen rompió la comunión con la Santa Sede. Gordon fue sucedido por David Cunningham, quien continuó la serie de obispos dentro de la Iglesia episcopal escocesa hasta la supresión de la diócesis en 1688. Fue restaurada en 1865 con el nombre de diócesis de Aberdeen y las Islas Orcadas. 

### Diócesis actual
Las misiones católicas en Escocia se reanudaron en el siglo XVII. El vicariato apostólico del distrito de las Tierras Altas (o de las Highlands) fue erigido el 23 de julio de 1727, tomando su territorio del vicariato apostólico de Escocia (hoy arquidiócesis de San Andrés y Edimburgo), establecido como prefectura apostólica en 1653.
Debido al aumento del número de católicos, el 13 de febrero de 1827 el papa León XII revisó los distritos eclesiásticos católicos en Escocia, elevando el número de vicariatos apostólicos de dos a tres, y mediante el breve Quanta laetitia instituyó el vicariato apostólico del Distrito Norte con sede en Aberdeen. En Blair, cerca de Aberdeen, se estableció el seminario, único en toda Escocia.
El 17 de agosto de 1869 la jurisdicción del vicariato apostólico del Distrito Norte se amplió al condado de Caithness y a las islas Orcadas y Shetland, que pertenecían a la prefectura apostólica del Polo Norte.
El 4 de marzo de 1878, en el contexto del establecimiento de la nueva jerarquía católica escocesa, la diócesis de Aberdeen fue restaurada mediante la bula Ex supremo Apostolatus del papa León XIII, extendiéndose sobre el mismo territorio que el anterior vicariato apostólico del Distrito Norte.

## Estadísticas
Según el Anuario Pontificio 2023 la diócesis tenía a fines de 2022 un total de 51 000 fieles bautizados.
| Año                                                                             | Población            | Población | Población      | Sacerdotes | Sacerdotes    | Sacerdotes    | Bautizados por sacerdote | Diáconos permanentes | Religiosos | Religiosos | Parroquias |
| Año                                                                             | Bautizados católicos | Total     | % de católicos | Total      | Clero secular | Clero regular | Bautizados por sacerdote | Diáconos permanentes | Varones    | Mujeres    | Parroquias |
| ------------------------------------------------------------------------------- | -------------------- | --------- | -------------- | ---------- | ------------- | ------------- | ------------------------ | -------------------- | ---------- | ---------- | ---------- |
| 1950                                                                            | 13 500               | 620 000   | 2.2            | 72         | 48            | 24            | 187                      |                      | 43         | 82         | 40         |
| 1959                                                                            | 13 000               | 640 910   | 2.0            | 76         | 43            | 33            | 171                      |                      | 270        | 96         | 43         |
| 1970                                                                            | 11 405               | 609 273   | 1.9            | 75         | 36            | 39            | 152                      |                      | 61         | 92         | 41         |
| 1980                                                                            | 15 000               | 660 000   | 2.3            | 80         | 46            | 34            | 187                      |                      | 58         | 66         | 39         |
| 1988                                                                            | 15 000               | 607 000   | 2.5            | 59         | 29            | 30            | 254                      | 2                    | 48         | 53         | 39         |
| 1999                                                                            | 17 650               | 700 000   | 2.5            | 46         | 25            | 21            | 383                      | 7                    | 40         | 30         | 39         |
| 2000                                                                            | 16 252               | 700 000   | 2.3            | 46         | 27            | 19            | 353                      | 7                    | 33         | 28         | 39         |
| 2001                                                                            | 16 000               | 700 000   | 2.3            | 44         | 27            | 17            | 363                      | 10                   | 38         | 27         | 41         |
| 2002                                                                            | 15 760               | 700 000   | 2.3            | 45         | 28            | 17            | 350                      | 11                   | 33         | 27         | 39         |
| 2003                                                                            | 14 469               | 700 000   | 2.1            | 46         | 29            | 17            | 314                      | 13                   | 33         | 27         | 41         |
| 2004                                                                            | 11 173               | 700 000   | 1.6            | 48         | 31            | 17            | 232                      | 13                   | 33         | 27         | 41         |
| 2006                                                                            | 20 000               | 700 000   | 2.9            | 44         | 31            | 13            | 454                      | 12                   | 26         | 26         | 41         |
| 2011                                                                            | 18 378               | 723 000   | 2.5            | 43         | 31            | 12            | 427                      | 11                   | 23         | 19         | 43         |
| 2012                                                                            | 18 500               | 728 000   | 2.5            | 48         | 30            | 18            | 385                      | 11                   | 32         | 17         | 43         |
| 2015                                                                            | 50 000               | 741 600   | 6.7            | 52         | 34            | 18            | 961                      | 11                   | 43         | 17         | 42         |
| 2018                                                                            | 50 400               | 806 600   | 6.2            | 48         | 33            | 15            | 1050                     | 11                   | 40         | 10         | 41         |
| 2020                                                                            | 50 750               | 811 430   | 6.2            | 43         | 32            | 11            | 1180                     | 9                    | 36         | 17         | 43         |
| 2022                                                                            | 51 000               | 818 000   | 6.2            | 39         | 29            | 10            | 1307                     | 9                    | 35         | 18         | 33         |
| Fuente: Catholic-Hierarchy, que a su vez toma los datos del Anuario Pontificio. |                      |           |                |            |               |               |                          |                      |            |            |            |

## Episcopologio

### Vicarios apostólicos
- P. Alexander John Grant † (16 de septiembre de 1727-19 de septiembre de 1727 falleció)
- Hugh MacDonald † (12 de febrero de 1731-12 de marzo de 1773 falleció)
- John MacDonald † (12 de marzo de 1773 por sucesión-9 de mayo de 1779 falleció)
- Alexander MacDonald † (30 de septiembre de 1779-9 de septiembre de 1791 falleció)
- John Chisholm † (8 de noviembre de 1791-8 de julio de 1814 falleció)
- Aeneas Chisholm † (8 de julio de 1814 por sucesión-31 de julio de 1818 falleció)
- Ranald MacDonald, C.SS.R. † (27 de agosto de 1819-13 de febrero de 1827 nombrado vicario apostólico del Distrito Occidental)
- James Kyle † (13 de febrero de 1827-23 de febrero de 1869 falleció)
- John MacDonald † (23 de febrero de 1869 por sucesión-4 de marzo de 1878 nombrado obispo de Aberdeen)

### Obispos de Aberdeen
- John MacDonald † (4 de marzo de 1878 por sucesión-4 de febrero de 1889 falleció)
- Colin Grant † (16 de julio de 1889-26 de septiembre de 1889 falleció)
- Hugh McDonald † (14 de agosto de 1890-29 de mayo de 1898 falleció)
- Aeneas Chisholm † (7 de enero de 1899-13 de enero de 1918 falleció)
- George Henry Bennett † (18 de junio de 1918-25 de diciembre de 1946 falleció)
- John Alexander Matheson † (2 de agosto de 1947-5 de julio de 1950 falleció)
- Francis Raymond Walsh, M.Afr. † (20 de junio de 1951-22 de julio de 1963 renunció[nota 1])
- Michael Foylan † (8 de diciembre de 1964-28 de mayo de 1976 falleció)
- Mario Joseph Conti † (28 de febrero de 1977-15 de enero de 2002 nombrado arzobispo de Glasgow)
- Peter Antony Moran (13 de octubre de 2003-4 de junio de 2011 retirado)
- Hugh Gilbert, O.S.B., desde el 4 de junio de 2011